# Johann Kinder von Friedenberg
Johann Kinder von Friedenberg, avagy magyarosan: friedenbergi Kinder János (Nagyszeben, 1672. december 16. – 1740. április 30.) nagyszebeni városgazda (Stadthann), székbíró (Stuhlsrichter), polgármester.

## Élete
Polgári szülők gyermeke. 1693-ban a wittenbergi egyetemre ment teológiai tanulmányokat folytatni; útjáról elégiát írt. (ezen útját elegiában írta le). 1695-ben egy párbaj miatt, amelyben ellenfelét halálosan megsebesítette, elmenekült Wittenbergből. Jogi és némi orvosi tanulmányok után tért vissza Erdélybe, ahol Sachs von Harteneck királybíró bizalmasa lett, és vele együtt fogták perbe felségárulás miatt. Fejvesztésre ítélték, de a kivégzés előtt egy előkelő terhes asszony kérésére Rabutin tábornok megkegyelmezett neki. 
1716-ban városi írnok, 1719-ban a városi tanács tagja lett. 1720. szeptember 2-án III. Károly király őt és családját nemesi rangra emelte. Azután több fontos kiküldetéssel Bécsbe, majd onnan Erdélybe utazott. 1734. január 4-én székbírói rangot nyert; ugyanebben az évben július 21-én 45 kivándorolt családot hozott vissza Felső-Ausztriából Nagyszebenbe. 1736-ban császári tanácsosi címet kapott. 1739. október 12-én polgármesternek választották. Hivatala ellátása mellett történelmi kutatásokkal foglalkozott.

## Művei

### Nyomtatásban megjelent
- Hodoeporicum Topographicum: seu Diarium Itinerale, quod itineris Cibinio, per Transylvaniam, Hungariam, Silesiam, Lusatiam, Misniam et Saxoniam, Witebergam, Academici, Insigniorum locorum, urbium, civitatum, pagorum, floviorum, fontium et montium situs, appellationes et descriptiones, aliosquae promiscuas, notatu tamen dignas, observationes continet. Inter itinerales ocupationes mille versibus conscriptum 1693. Wittebergae.
- Mercurius in curis suis incuriosior, seu Fama tarda et Post Festivitates Nuptiales, Quas Friga Maximorum in Transylvania Virorum; utpote Vir Magnificus Valentinus Frank ... Lucas Hermannus ... Daniel Femgerus... solenniter instituerunt: Ille dum suum viduatum thalamum cum Vidua Vaidiana instauraret: hie dum majorem natu filium Danielem Femgerum cum istius minoris natu filia Sara Herrmanniana ritu christiano copularet. Die 27. Decembris Vitebergam appellens, In Dialogo cum Musis Cibinio Vittebergensibus in debitae observatiae testificationem depicta et descripta ... Anno 1693. die 29. Decembr.

### Kéziratban maradt
- De Comititibus Romanis, Germanis et Hungaris antiquis, in specie vero et ex professo: de origine, officio et dignitate Comitis Saxonum, seu Judicis Regii Cibinensis in Transylvania, cum brevissima eorundem (quotquot potuerunt ex scriptis haberi) vitae et gestorum Historia, tractat aliquot his pagillis, etc. cum eorum Iconibus; Centuria Epigrammatum promiscuorum (1697. október)
- De causis obscuritatis Historiae Transylvanicae;
- De lingua Saxonum in Transylvania;
- Idea Principum Transylvaniae duorum Seculorum, incipiendo ab anno 1538. An. 1734. die 25. Jun.;
- Historia Cibiniensis, ab exstructione ad nostra tempora;
- Ruina Transylvaniae: seu brevis et Diplomatica Dexcriptio Nationis Saxonicae in Transylvania, ab origine et sanguine, introitu, privilegiis, rebus praeclare gestis, antiqua libertate, perpetuaque in Domum Austriacam devotione et fidelitate, mutatione pristini sui status et causis modernae ruinae et desolationis, fere vel vere irreparabilis, nisi ejusdem Deus et imperator misereantur; Religiosa Nationis Saxonicae et Trnsylvania, juxta suum ordinem et diversitatem Actorum, sex omnino capitibus comprehensa et distincta.